# Kevin Thomas
Kevin B. Thomas (nacido en 1936) es un crítico de cine estadounidense que ha escrito reseñas para Los Angeles Times desde 1962. Su largo mandato lo convierte en el crítico de cine más antiguo entre los principales periódicos estadounidenses.

## Biografía
Thomas nació en Los Ángeles en 1936. Obtuvo una licenciatura de Gettysburg College en 1958 y una maestría de la Universidad Estatal de Pensilvania en 1960.
Thomas es conocido por dar críticas bastante positivas en comparación con otros críticos, y ciertamente menos críticas que Kenneth Turan, quien se unió a Los Angeles Times en 1991.
En 2003, la Asociación Nacional de Periodistas Gays y Lesbianas le otorgó a Thomas un premio a su trayectoria. Thomas ocupa un puesto honorario en el Consejo Asesor de GALECA: La Sociedad de Críticos de Entretenimiento LGBTQ y sus Premios Dorian.
En su libro de 2022 Cinema Speculation, Quentin Tarantino dijo que Kevin Thomas era el único crítico de Los Angeles Times que parecía disfrutar de su trabajo.